# Абазівка (Полтавський район)
Абазі́вка — село в Україні, у Полтавській міській громаді Полтавського району Полтавської області. Населення становить 1679 осіб.

## Географія
Село розташоване на заході району, на березі річки Полузір'я, правої притоки Ворскли. Вище за течією на відстані 1 км розташоване село Соломахівка, нижче за течією на відстані 0,5 км розташоване село Карпусі, на протилежному березі — село Лаврики. Висота над рівне моря 105 м. Через село проходити автошлях Київ—Полтава—Харків (автотраса E40М03), поруч залізнична станція Абазівка Південної залізниці.

### Клімат
| Клімат Абазівки           | Клімат Абазівки | Клімат Абазівки | Клімат Абазівки | Клімат Абазівки | Клімат Абазівки | Клімат Абазівки | Клімат Абазівки | Клімат Абазівки | Клімат Абазівки | Клімат Абазівки | Клімат Абазівки | Клімат Абазівки | Клімат Абазівки |
| Показник                  | Січ.            | Лют.            | Бер.            | Квіт.           | Трав.           | Черв.           | Лип.            | Серп.           | Вер.            | Жовт.           | Лист.           | Груд.           | Рік             |
| Середній максимум, °C     | −3              | −2              | 3,2             | 13,6            | 20,9            | 24,4            | 26,1            | 25,5            | 20,0            | 12,2            | 4,2             | −0,1            | 12              |
| Середня температура, °C   | −6,2            | −5,2            | −0,3            | 8,8             | 15,4            | 18,9            | 20,6            | 19,8            | 14,5            | 7,7             | 1,3             | −2,8            | 7               |
| Середній мінімум, °C      | −9,3            | −8,4            | −3,7            | 4,0             | 10,0            | 13,5            | 15,1            | 14,1            | 9,1             | 3,3             | −1,6            | −5,5            | 3               |
| Норма опадів, мм          | 43              | 37              | 34              | 41              | 46              | 62              | 65              | 47              | 44              | 43              | 44              | 46              | 552             |
| ------------------------- | --------------- | --------------- | --------------- | --------------- | --------------- | --------------- | --------------- | --------------- | --------------- | --------------- | --------------- | --------------- | --------------- |
| Джерело: climate-data.org |                 |                 |                 |                 |                 |                 |                 |                 |                 |                 |                 |                 |                 |

## Історія
Село засноване у 40-х роках XIX сторіччя на місці хутора Курилехівка. Первісна назва Єлизаветине на честь Єлизавети Абази — дружини поміщика Михайла Васильовича Абази (помер у 1852 році). Тут вони збудували палац, Успенську церкву (1847 р., мурована, з дзвіницею; дотепер не збереглася), цегельний завод, вовнообробну фабрику, ґуральню, кінно-поштову станцію, дві корчми.
У 1856 році маєток Абазів становив 320 десятин землі і сто одну ревізьку душу селян. З 1856 до 1889 року Абазівкою володів полтавський повітовий предводитель дворянства, а потім — міський голова Полтави Олександр Михайлович Абаза. Абази тримали кріпацький театр, оркестр з італійських музикантів, а також художників.
1859 року в селі, яке після у 1861 року стало волосним центром Полтавського повіту було 35 дворів, 235 мешканців. Щорічно в селі відбувався ярмарок.
У 1883 році — 65 дворів, 479 жителів.
У 1885 році — земське однокласне училище.
У 1890 роках переходить до поміщіків Іловайських
У 1910 році — 85 дворів , 485 жителів, діяла церкоовно парафіяльна школа, краєвецька-рукодільна майстерня
У 1917 році Іловайські втрачають Абазівку.
Після поразки у Визвольних змаганнях село надовго було окуповане більшовиками.
У 1920-х роках було засноване сільськогосподарське товариство, відкрито клуб та громадську бібліотеку. З 1922 року в Абазівці діяв вишивальний роздавальний пункт, на базі якого у середині 1920-х років було створено вишивальну артіль «Селянка кустарка» (з 1936 р. — філія полтавської артілі імені Лесі Українки), де займалися ткацтвом, вишивкою, килимарством.
У 1926 році село мало 104 двори, 438 жителів.
1930 року в Абазівці створено колгосп «Перемога», який згодом був перейменований на колгосп імені газети «Правда» (діяв до 1976 року). В колгоспі діяв племінний кінний завод, де вирощували орловських рисаків.
Під час німецько-радянської війни з 18 вересня 1941 року по 23 вересня 1943 року село було окуповане німецькими загарбниками. У роки німецької окупації на примусові роботи до Німеччини вивезено 42 жителів села. На фронтах війни полягло 284 воїнів-односельців. На честь односельців, полеглих на фронтах війни, на братській могилі радянських воїнів, загиблих у 1943 році при визволенні Абазівки від гітлерівців, та мирних жителів, закатованих німецько-нацистськими окупантами, встановлено пам'ятний знак.
Старший лейтенант І. В. Білоусько (с. Лаврики), командуючи ротою, одним із перших увірвався в Берлін. 28 квітня 1945 р. в жорстокому бою з фашистами загинув смертю хоробрих. Указом Президії Верховної Ради СРСР йому посмертно присвоєно звання Героя Радянського Союзу. Цього високого звання удостоєний також житель с. Васьків О. Ф. Васько. Він був льотчиком-винищувачем, зробив близько 500 бойових вильотів і особисто збив у повітряних боях 20 ворожих літаків.
У с. Кіровому живе учасник оборони Брестської фортеці М. С. Гутиря, він працює заступником голови колгоспу ім. Леніна.
Біля села в урочищі Берестове знайдені знаряддя праці часів неоліту (IV тисячоліття до н. е.)
До 2020 року було центром Абазівської сільської ради, до якої входили також села Лаврики, Рожаївка, Соломахівка, Червона Долина.
12 червня 2020 року, відповідно до розпорядження Кабінету Міністрів України № 721-р «Про визначення адміністративних центрів та затвердження територій територіальних громад Полтавської області», село увійшло до складу Полтавської міської громади.
19 липня 2020 року, в результаті адміністративно - територіальної реформи та ліквідації Полтавського району (1925—2020), село увійшло до складу новоутвореного Полтавського району.

## Населення

### Мова
Розподіл населення за рідною мовою за даними перепису 2001 року:
| Мова            | Кількість | Відсоток |
| --------------- | --------- | -------- |
| українська      | 1559      | 92.85%   |
| російська       | 112       | 6.67%    |
| білоруська      | 3         | 0.18%    |
| румунська       | 1         | 0.06%    |
| болгарська      | 1         | 0.06%    |
| інші/не вказали | 3         | 0.18%    |
| Усього          | 1679      | 100%     |

## Економіка
В Абазівці працює завод залізобетонних виробів об'єднання «Укренергоконструкція»з 1963 року вулиця, Білоуська .52, Повітавська виробнича агрофірма «Насіння», підсобні господарства Полтавської державної сільськогосподарської дослідної станції, де вирощують племінних биків та баранів, а також Полтавського тампонажного управління об'єднання «Укрнафта», заготзбутбаза облспоживспілки, цех виробничо-торгового об'єднання художніх промислів «Полтавка».

## Освіта
У селі діють два навчальні заклади:
- комунальний навчальний заклад Абазівська загальноосвітня школа І-ІІІ ступенів Полтавської районної ради Полтавської області, підпорядкований Управлінню освіти виконавчого комітету Полтавської міської ради (Директор Цимбалюк Тетяна Анатоліївна). Розташований за адресою: вул. Шкільна, буд. 5;
- комунальний навчальний заклад Абазівський дошкільний навчальний заклад «Світанок». Розташований за адресою: вул. Центральна 6.

## Охорона здоров'я
У селі є лікарня.

## Культура
клуб на 100 місць, бібліотека, будинок побуту, відділення зв'язку.

### Народне мистецтво
Абазівка — осередок художнього ткацтва і вишивки. 1910 року земство відкрило в селі навчальну кравецько-рукодільну майстерню, де виготовляли жіночий, чоловічий і дитячий одяг для селян та міщан, а також церковний та літургійний одяг. Чоловічі та жіночі сорочки, скатерті вишивали у техніках вирізування, мережки, лиштви, використовуючи нитки (заполоч) приглушених кольорових гам (блакитні, жовті, коричневі кольори, вишивка білим по білому). Така ж тональність кольорів типова і для килимів з рослинно-геометричними візерунками.
Вироби майстерні експонувалися на Всеросійській кустарно-промисловій виставці 1913 року в Києві. З 1922 в Абазівці діяв вишивальний пункт, а з середини 1920-х років — вишивальна артіль «Селянка-кустарка», яка з 1971 року стала бригадою Полтавського виробничо-художнього об'єднання. Виготовляли традиційні тканини, килими, доріжки і вишиті вироби з геометрично-рослинним орнаментом.
З другої половини XX сторіччя тут створюють в різних техніках вишиті чоловічі сорочки «чумачки» й «українки», жіночі блузи, гардини, скатерті, серветки, а також червоні рушники з мотивом дерева життя.
У селі працювали художники-інструктори Г. В. Мороз, В. В. Болсунова (1919—1929). Роботи народних майстрів Абазівки зберігаються в Державному музеї українського народного декоративного мистецтва, Полтавському художньому музеї.

## Відомі люди
- Зленко Андрій Никифорович — український радянський партійний діяч, депутат Верховної Ради УРСР 2—7-го скликань. Кандидат в члени ЦК КП(б)У в 1940—1946  і 1949—1952 р. Член нелегального ЦК КП(б)У в 1942—1943 р. Член ЦК КП(б)У в 1946—1949 р.
- В абазівській середній школі навчався Білоусько Іван Васильович. 28 квітня 1945 року старший лейтенант Білоусько геройськи загинув на підступах до Рейхстагу. Посмертно удостоєний звання Героя Радянського Союзу. На честь Героя в сільському парку у 1979 році встановлене бронзове погруддя.